# Cork International Road Race
Cork International Road Race, w 1938 roku rozgrywany także jako Grand Prix Corku – wyścig samochodowy rozgrywany w latach 1936–1938 w Corku.

## Historia
Zawody rozgrywały się na ulicznym torze o długości 9,79 km. Pierwsza edycja, która odbyła się 16 maja 1936 roku, była pierwszym w historii wyścigiem samochodowym w Corku. Zwycięzcą tych zawodów został Reggie Tongue w ERA R11B. Rok później wygrał H. Prestwich w MG K3.
Edycja w 1938 roku składała się z trzech wyścigów:
- 50-milowego handicapu dla samochodów wyścigowych i sportowych z Wielkiej Brytanii i Irlandii (Cork National Motor Handicap),
- 75-milowego wyścigu samochodów o pojemności silnika poniżej 1,5 litra (Cork International Light Car Race),
- 200-milowego wyścigu według przepisów Grand Prix, tj. samochodów 3-litrowych doładowanych bądź 4,5-litrowych wolnossących (Grand Prix Corku)[2].

Handicap wygrał dublińczyk Dudley Colley na Frazerze-Nashu, zaś w klasie voiturette triumfował Prince Bira ścigający się ERA R12C.
Główny wyścig odbył się pod nazwą Grand Prix Corku i przyciągnął 70 000 widzów. Jednakże ze względu na naciski głównego sponsora, Irish Hospital Trust, został on zorganizowany 23 kwietnia, tj. 13 dni po Grand Prix Francji, co spowodowało wycofanie się Mercedesa i Auto Uniona. W wyścigu nie wziął udziału także kontuzjowany podczas Grand Prix Francji Tazio Nuvolari. Te zawody wygrał René Dreyfus w Delahaye 145. Jean-Pierre Wimille osiągnął natomiast swoim Bugatti T59 rekordową prędkość – 237 km/h.
W 2013 roku zorganizowano historyczne Grand Prix Corku, w którym wystartowało m.in. sześć samochodów rywalizujących w wyścigach Cork International Road Race w latach 1936 i 1938.

## Zwycięzcy
| Rok               | Tor          | Zwycięzca     | Samochód     | Źródło |
| ----------------- | ------------ | ------------- | ------------ | ------ |
| 1936              | Carrigrohane | Reggie Tongue | ERA R11B     | [ 3 ]  |
| 1937              | Carrigrohane | H.Prestwich   | MG K3        | [ 2 ]  |
| 1938 (handicap)   | Carrigrohane | Dudley Colley | Frazer-Nash  | [ 2 ]  |
| 1938 (voiturette) | Carrigrohane | Prince Bira   | ERA R12C     | [ 4 ]  |
| 1938              | Carrigrohane | René Dreyfus  | Delahaye 145 | [ 5 ]  |